# Marguerite Patouillet
Marguerite Patouillet, född 13 juni 1899 i Paris, död där 8 maj 1950, var en fransk friidrottare  med hoppgrenar som huvudgren. Patouillet var flerfaldig fransk mästare och blev silvermedaljör vid Damolympiaden 1924 och var en pionjär inom damidrotten.

## Biografi
Marguerite Patouillet föddes 1899 i norra Frankrike. Under ungdomstiden var hon aktiv friidrottare. 1924 gick hon med i kvinnoidrottsföreningen "Olympique" i Paris, senare bytte hon till klubben "Cadettes de Gascogne" och därefter gick hon med i "La Clodo" (Union Athlétique Clodoaldienne) i Saint-Cloud. Hon tävlade främst i höjdhopp men även i längdhopp.
1924 deltog hon i sina första franska mästerskap (Championnats de France d'Athlétisme - CFA) då hon blev fransk mästare när hon tog guldmedalj både i höjdhopp och i längdhopp vid tävlingar 14 juli på Pershingstadion i Paris. Senare samma år deltog hon vid Damolympiaden 1924 den 4 augusti på Stamford Bridge i London. Under tävlingen tog hon silvermedalj i höjdhopp efter Elise Van Truyen.
1925 försvarade hon sin mästartitel i höjdhopp vid mästerskapen 12 juli på Stade du Métropolitan i Colombes, hon tog även guldmedalj längdhopp utan ansats samt silvermedalj i längdhopp efter Georgette Gagneux.
1926 tog hon silvermedalj i höjdhopp efter Hélène Bons och bronsmedalj i längdhopp utan ansats vid mästerskapen 14 juli i Bry-sur-Marne.
1929 tog hon åter (delad) silvermedalj i höjdhopp vid tävlingar 29-30 juni i Saint-Maur-des-Fossés.
1930 slutade hon på en 5.e plats i höjdhopp vid tävlingar 3 augusti i Paris. Därefter drog hon sig tillbaka från tävlingslivet.